# Pagina principală
| Bun-venit la Wikipedia! enciclopedia liberă, la care poate contribui oricine. În limba română din 12 iulie 2003.                                            | Astăzi este joi, 27 martie 2025 · Actualizați 2.922 de editori activi · 511.721 de articole în română Știați că · Întrebări frecvente · Statistici |
| Ajutor • Cum mă înregistrez • Cum modific o pagină • Cum creez un articol \| Cafenea • Ambasadă / Embassy • Donații \| Portal • Căutare • Index • Categorii | |

| Conținut recomandat |
| --- |
| Formula 1, abreviată F1, este clasa superioară în cursele auto cu monoposturi, definită de Federația Internațională de Automobilism (FIA), organul conducător al sporturilor cu motor. Cuvântul „Formula” din denumire se referă la un set de reguli cărora toți participanții și vehiculele trebuie să se conformeze. Sezonul Campionatului Mondial de F1 constă dintr-o serie de curse, cunoscute ca Mari Premii (Grands Prix), ce se desfășoară pe circuite speciale, sau în unele cazuri pe străzi închise ale orașelor. Cel mai celebru Mare Premiu este Marele Premiu al Principatului Monaco, din Monte Carlo. Rezultatele tuturor curselor sunt combinate pentru a determina doi campioni anuali, campionul la piloți și campionul la constructori. Lewis Hamilton deține recordul pentru cele mai multe Mari Premii câștigate, având 105 victorii la activ, Michael Schumacher are în palmares 91 de victorii, iar Max Verstappen e al treilea cu 63 de victorii. Kimi Räikkönen are distincția de cea mai lungă perioadă dintre prima sa victorie și ultima. El a câștigat primul Mare Premiu în 2003 la Marele Premiu al Malaysiei, iar ultima sa victorie datează din 2018 de la Marele Premiu al Statelor Unite, un interval de 15 ani, 6 luni și 29 de zile. Sebastian Vettel este deținătorul recordului de cele mai multe victorii consecutive (9, în 2013). Cel mai tânăr câștigător al unui Mare Premiu este Max Verstappen, care avea 18 ani și 228 zile când a câștigat Marele Premiu al Spaniei din 2016. Luigi Fagioli este cel mai vârstnic câștigător al unui Mare Premiu de Formula 1; el având 53 de ani și 22 de zile când câștigase Marele Premiu al Franței în 1951. Până la Marele Premiu al Chinei din 2025, din cei 777 de piloți care au început un Mare Premiu, 115 dintre aceștia au fost câștigători ai vreunui Mare Premiu de Formula 1. Primul câștigător a fost Giuseppe Farina la Marele Premiu al Marii Britanii din 1950, iar cel mai recent pilot care a obținut prima sa victorie este Oscar Piastri după ce a câștigat Marele Premiu al Ungariei din 2024. continuare... Alte sugestii dintre cele 763 de pagini recomandate: - Work It Out - Lista jucătorilor de la Aston Villa - Țiganca de la Ghergani (pictură de Nicolae Grigorescu) |
| Știați că? |
| - … turla bisericii din Prachatice (foto), Cehia, a fost declarată în 2005 arie naturală protejată cu suprafața de 90 m² datorită coloniei de lilieci prezentă acolo? - … la alegerile municipale din São Paulo din 1959, candidatura lui Cacareco, o femelă de rinocer negru, a obținut mai multe voturi decât oricare dintre partidele politice participante? - ... dramaturgul grec Eschil a murit, potrivit legendei, lovit în cap de o țestoasă aruncată de la înălțime de un vultur? - ... vârful muntos cel mai îndepărtat de centrul Pământului nu este Everest, ci vulcanul Chimborazo din Ecuador? - ... veșmântul purtat de Maica Tereza este protejat de o marcă înregistrată pentru a evita exploatarea sa comercială? - ... în septembrie 1939, regele George al VI-lea al Regatului Unit se afla în război cu Germania Nazistă ca suveran al Marii Britanii, dar era neutru ca suveran al Irlandei de Nord? - ... Farul Amédée din Noua Caledonie a fost aprins pentru prima dată la 15 noiembrie 1865, de ziua de nume a împărătesei Eugénie, soția lui Napoleon al III-lea? |

| Știri |
| --- |
| - 16 martie Incendiul din clubul Pulse din Kočani (foto) din Macedonia de Nord s-a soldat cu 59 de morți și peste 155 de răniți. - 3 martie Anora a fost desemnat cel mai bun film la a 97-a ediție a Premiilor Oscar. - 27 februarie Actorul american Gene Hackman, câștigător a două premii Oscar, a decedat la vârsta de 95 de ani. - 12 februarie Ilie Bolojan asigură interimatul în funcția de președinte al României, după demisia lui Klaus Iohannis. - 9 februarie Echipa Philadelphia Eagles a învins-o pe Kansas City Chiefs și a câștigat astfel a 59-a ediție de Super Bowl la fotbal american. |
| Ziua de astăzi în istorie |
| 27 martie: Ora Pământului- 1886 — Războinicul apaș Geronimo (în imagine) s-a predat armatei americane. - 1918 — Sfatul Țării a hotărât unirea Republicii Democratice Moldovenești cu România. - 1958 — Nikita Hrușciov a devenit Premier al Uniunii Sovietice. - Nașteri: Ludovic al XVII-lea al Franței (1785) – Wilhelm Conrad Röntgen (1845) – Quentin Tarantino (1963) - Decese: Iacob I al Angliei (1625) – Edgar Quinet (1875) – Iuri Gagarin (1968) Alte aniversări: 26 martie – 27 martie – 28 martie                                                                                                |
| Comunitate |
| Sunteți pentru prima dată la Wikipedia? Începeți de aici. - Răsfoiți articolele de calitate și faceți propuneri pentru noi astfel de articole. - Consultați politica oficială și eticheta Wikipediei. - Apreciați Wikipedia pe Facebook sau promovați-ne pe site-ul dumneavoastră. - Există peste 13.800 de localități în România și aproape 1.700 în Republica Moldova. Noi avem câte un articol pentru fiecare dintre ele. Vă invităm să scrieți despre localitatea dumneavoastră preferată. ‎ |

| Științe exacte și matematică Științe aplicate · Fizică · Chimie · Astronomie · Oameni de știință · Geometrie · Algebră · Matematicieni                              |
| Inginerie și tehnologie Transport · Mașini · Inginerie · Telecomunicații · Informatică și Electronică · Nanotehnologie · Agricultură · Spațiu · Tehnologie militară |
| Sănătate și medicină Corpul uman · Boli · Psihologie · Nutriție · Genetică · Tratamente · Urgențe medicale                                                          |
| Biologie Viață · Biologie · Microbiologie · Plante · Nevertebrate · Cordate · Pești · Amfibieni · Reptile · Păsări · Mamifere                                       |

| Pământ și geografie Geologie · Ecologie · Țări · Hărți · Orașe · Mări și oceane · Dealuri · Râuri · Insule · Vreme și climă · Expediții               |
| Societate și științe sociale Societate · Cultură · Sociologie · Antropologie · Politologie · Guvern · Drept · Politică · Justiție · Educație · Armată |
| Afaceri și economie Economie · Industrie · Afaceri · Bănci                                                                                            |
| Religie și filozofie Filozofie religioasă · Teism · Ateism · Creștinism · Iudaism · Hinduism · Budism · Islam                                         |

| Limbi și literatură Lingvistică · Familii de limbi · Limbi antice · Limbi dispărute · Gramatică · Scriere · Poezie · Romane · Literatură fantastică · Literatură română |
| Artă Arhitectură · Sculptură · Muzică · Dans · Pictură · Fotografie · Film                                                                                              |
| Sport și divertisment Competiții sportive · Fotbal · Tenis · Baschet · Handbal · Divertisment                                                                           |
| Istorie Cronologie · Istorie · Civilizații · Popoare antice · Arheologie · Război · Actualități                                                                         |

| Femei și feminism Femei după ocupație · Violența împotriva femeilor · Femei în știință · Filozofi · Scriitoare · Romanciere · Laureate ale Premiului Nobel                |
| Biografie Scriitori · Oameni de știință · Matematicieni · Cântăreți · Actori · Politicieni · Sportivi                                                                     |
| Europa Uniunea Europeană · Țări · Geografie · Politică · Educație · Economie · Istorie · Mediu înconjurător · Limbi · Cultură · Societate · Europeni · Demografie · Sport |
| România Guvernul · Geografie · Economie · Educație · Politică · Mediu înconjurător · Cultură · Istorie · Români · Armată · Sport                                          |

| Științe exacte și matematică Științe aplicate · Fizică · Chimie · Astronomie · Oameni de știință · Geometrie · Algebră · Matematicieni                              |
| Inginerie și tehnologie Transport · Mașini · Inginerie · Telecomunicații · Informatică și Electronică · Nanotehnologie · Agricultură · Spațiu · Tehnologie militară |
| Sănătate și medicină Corpul uman · Boli · Psihologie · Nutriție · Genetică · Tratamente · Urgențe medicale                                                          |
| Biologie Viață · Biologie · Microbiologie · Plante · Nevertebrate · Cordate · Pești · Amfibieni · Reptile · Păsări · Mamifere                                       |

| Pământ și geografie Geologie · Ecologie · Țări · Hărți · Orașe · Mări și oceane · Dealuri · Râuri · Insule · Vreme și climă · Expediții               |
| Societate și științe sociale Societate · Cultură · Sociologie · Antropologie · Politologie · Guvern · Drept · Politică · Justiție · Educație · Armată |
| Afaceri și economie Economie · Industrie · Afaceri · Bănci                                                                                            |
| Religie și filozofie Filozofie religioasă · Teism · Ateism · Creștinism · Iudaism · Hinduism · Budism · Islam                                         |

| Limbi și literatură Lingvistică · Familii de limbi · Limbi antice · Limbi dispărute · Gramatică · Scriere · Poezie · Romane · Literatură fantastică · Literatură română |
| Artă Arhitectură · Sculptură · Muzică · Dans · Pictură · Fotografie · Film                                                                                              |
| Sport și divertisment Competiții sportive · Fotbal · Tenis · Baschet · Handbal · Divertisment                                                                           |
| Istorie Cronologie · Istorie · Civilizații · Popoare antice · Arheologie · Război · Actualități                                                                         |

| Femei și feminism Femei după ocupație · Violența împotriva femeilor · Femei în știință · Filozofi · Scriitoare · Romanciere · Laureate ale Premiului Nobel                |
| Biografie Scriitori · Oameni de știință · Matematicieni · Cântăreți · Actori · Politicieni · Sportivi                                                                     |
| Europa Uniunea Europeană · Țări · Geografie · Politică · Educație · Economie · Istorie · Mediu înconjurător · Limbi · Cultură · Societate · Europeni · Demografie · Sport |
| România Guvernul · Geografie · Economie · Educație · Politică · Mediu înconjurător · Cultură · Istorie · Români · Armată · Sport                                          |

| s:Pagina principală | Wikisursă Bibliotecă liberă                      | wikt:                         | Wikționar Dicționar liber             | voy:                | Wikivoyage Ghiduri de călătorie libere    |
| q:                  | Wikicitat Citate și proverbe                     | b:                            | Wikimanuale Manuale și ghiduri libere | n:                  | Wikiștiri Sursă de știri                  |
| d:                  | Wikidata Bază de date cu informații              | commons:Pagina principală     | Commons Resurse media partajate       | m:Pagina principală | Meta-Wiki Coordonarea tuturor proiectelor |
| mw:                 | MediaWiki Software-ul pe care rulează proiectele | Wikispecies:Pagina principală | Wikispecii Director de specii         |                     | Wikiversitate Cursuri pentru studenți     |

| Științe exacte și matematică Științe aplicate · Fizică · Chimie · Astronomie · Oameni de știință · Geometrie · Algebră · Matematicieni                              |
| Inginerie și tehnologie Transport · Mașini · Inginerie · Telecomunicații · Informatică și Electronică · Nanotehnologie · Agricultură · Spațiu · Tehnologie militară |
| Sănătate și medicină Corpul uman · Boli · Psihologie · Nutriție · Genetică · Tratamente · Urgențe medicale                                                          |
| Biologie Viață · Biologie · Microbiologie · Plante · Nevertebrate · Cordate · Pești · Amfibieni · Reptile · Păsări · Mamifere                                       |

| Pământ și geografie Geologie · Ecologie · Țări · Hărți · Orașe · Mări și oceane · Dealuri · Râuri · Insule · Vreme și climă · Expediții               |
| Societate și științe sociale Societate · Cultură · Sociologie · Antropologie · Politologie · Guvern · Drept · Politică · Justiție · Educație · Armată |
| Afaceri și economie Economie · Industrie · Afaceri · Bănci                                                                                            |
| Religie și filozofie Filozofie religioasă · Teism · Ateism · Creștinism · Iudaism · Hinduism · Budism · Islam                                         |

| Limbi și literatură Lingvistică · Familii de limbi · Limbi antice · Limbi dispărute · Gramatică · Scriere · Poezie · Romane · Literatură fantastică · Literatură română |
| Artă Arhitectură · Sculptură · Muzică · Dans · Pictură · Fotografie · Film                                                                                              |
| Sport și divertisment Competiții sportive · Fotbal · Tenis · Baschet · Handbal · Divertisment                                                                           |
| Istorie Cronologie · Istorie · Civilizații · Popoare antice · Arheologie · Război · Actualități                                                                         |

| Femei și feminism Femei după ocupație · Violența împotriva femeilor · Femei în știință · Filozofi · Scriitoare · Romanciere · Laureate ale Premiului Nobel                |
| Biografie Scriitori · Oameni de știință · Matematicieni · Cântăreți · Actori · Politicieni · Sportivi                                                                     |
| Europa Uniunea Europeană · Țări · Geografie · Politică · Educație · Economie · Istorie · Mediu înconjurător · Limbi · Cultură · Societate · Europeni · Demografie · Sport |
| România Guvernul · Geografie · Economie · Educație · Politică · Mediu înconjurător · Cultură · Istorie · Români · Armată · Sport                                          |

| Științe exacte și matematică Științe aplicate · Fizică · Chimie · Astronomie · Oameni de știință · Geometrie · Algebră · Matematicieni                              |
| Inginerie și tehnologie Transport · Mașini · Inginerie · Telecomunicații · Informatică și Electronică · Nanotehnologie · Agricultură · Spațiu · Tehnologie militară |
| Sănătate și medicină Corpul uman · Boli · Psihologie · Nutriție · Genetică · Tratamente · Urgențe medicale                                                          |
| Biologie Viață · Biologie · Microbiologie · Plante · Nevertebrate · Cordate · Pești · Amfibieni · Reptile · Păsări · Mamifere                                       |

| Pământ și geografie Geologie · Ecologie · Țări · Hărți · Orașe · Mări și oceane · Dealuri · Râuri · Insule · Vreme și climă · Expediții               |
| Societate și științe sociale Societate · Cultură · Sociologie · Antropologie · Politologie · Guvern · Drept · Politică · Justiție · Educație · Armată |
| Afaceri și economie Economie · Industrie · Afaceri · Bănci                                                                                            |
| Religie și filozofie Filozofie religioasă · Teism · Ateism · Creștinism · Iudaism · Hinduism · Budism · Islam                                         |

| Limbi și literatură Lingvistică · Familii de limbi · Limbi antice · Limbi dispărute · Gramatică · Scriere · Poezie · Romane · Literatură fantastică · Literatură română |
| Artă Arhitectură · Sculptură · Muzică · Dans · Pictură · Fotografie · Film                                                                                              |
| Sport și divertisment Competiții sportive · Fotbal · Tenis · Baschet · Handbal · Divertisment                                                                           |
| Istorie Cronologie · Istorie · Civilizații · Popoare antice · Arheologie · Război · Actualități                                                                         |

| Femei și feminism Femei după ocupație · Violența împotriva femeilor · Femei în știință · Filozofi · Scriitoare · Romanciere · Laureate ale Premiului Nobel                |
| Biografie Scriitori · Oameni de știință · Matematicieni · Cântăreți · Actori · Politicieni · Sportivi                                                                     |
| Europa Uniunea Europeană · Țări · Geografie · Politică · Educație · Economie · Istorie · Mediu înconjurător · Limbi · Cultură · Societate · Europeni · Demografie · Sport |
| România Guvernul · Geografie · Economie · Educație · Politică · Mediu înconjurător · Cultură · Istorie · Români · Armată · Sport                                          |

| s:Pagina principală | Wikisursă Bibliotecă liberă                      | wikt:                         | Wikționar Dicționar liber             | voy:                | Wikivoyage Ghiduri de călătorie libere    |
| q:                  | Wikicitat Citate și proverbe                     | b:                            | Wikimanuale Manuale și ghiduri libere | n:                  | Wikiștiri Sursă de știri                  |
| d:                  | Wikidata Bază de date cu informații              | commons:Pagina principală     | Commons Resurse media partajate       | m:Pagina principală | Meta-Wiki Coordonarea tuturor proiectelor |
| mw:                 | MediaWiki Software-ul pe care rulează proiectele | Wikispecies:Pagina principală | Wikispecii Director de specii         |                     | Wikiversitate Cursuri pentru studenți     |